# Eureiandra cogniauxii
Eureiandra cogniauxii là một loài thực vật có hoa trong họ Cucurbitaceae. Loài này được (Gilg) C.Jeffrey mô tả khoa học đầu tiên năm 1962.